# Glacera de Bering
La glacera de Bering és una glacera de l'estat estatunidenc d'Alaska. Juntament amb el camp de gel de Bagley, on s'acumula la neu que alimenta la glacera, Bering és la glacera més gran d'Amèrica del Nord. Rep el nom del navegant i explorador d'origen danès Vitus Bering.
Les temperatures més càlides i els canvis de precipitació durant el segle xx han provocat que la glacera de Bering hagi retrocedit en el seu front de la glacera uns 12 km des del 1900. La glacera allibera aproximadament 30 quilòmetres cúbics d'aigua a l'any, més del doble de la quantitat d'aigua del tot el riu Colorado. L'aigua de fusió s'acumula al llac Vitus, al sud del Parc i Reserva Nacional Wrangell-Sant Elies, a uns 10 km del golf d'Alaska, que flueix pel riu Seal fins al golf d'Alaska.